# Schloss Kotzenau

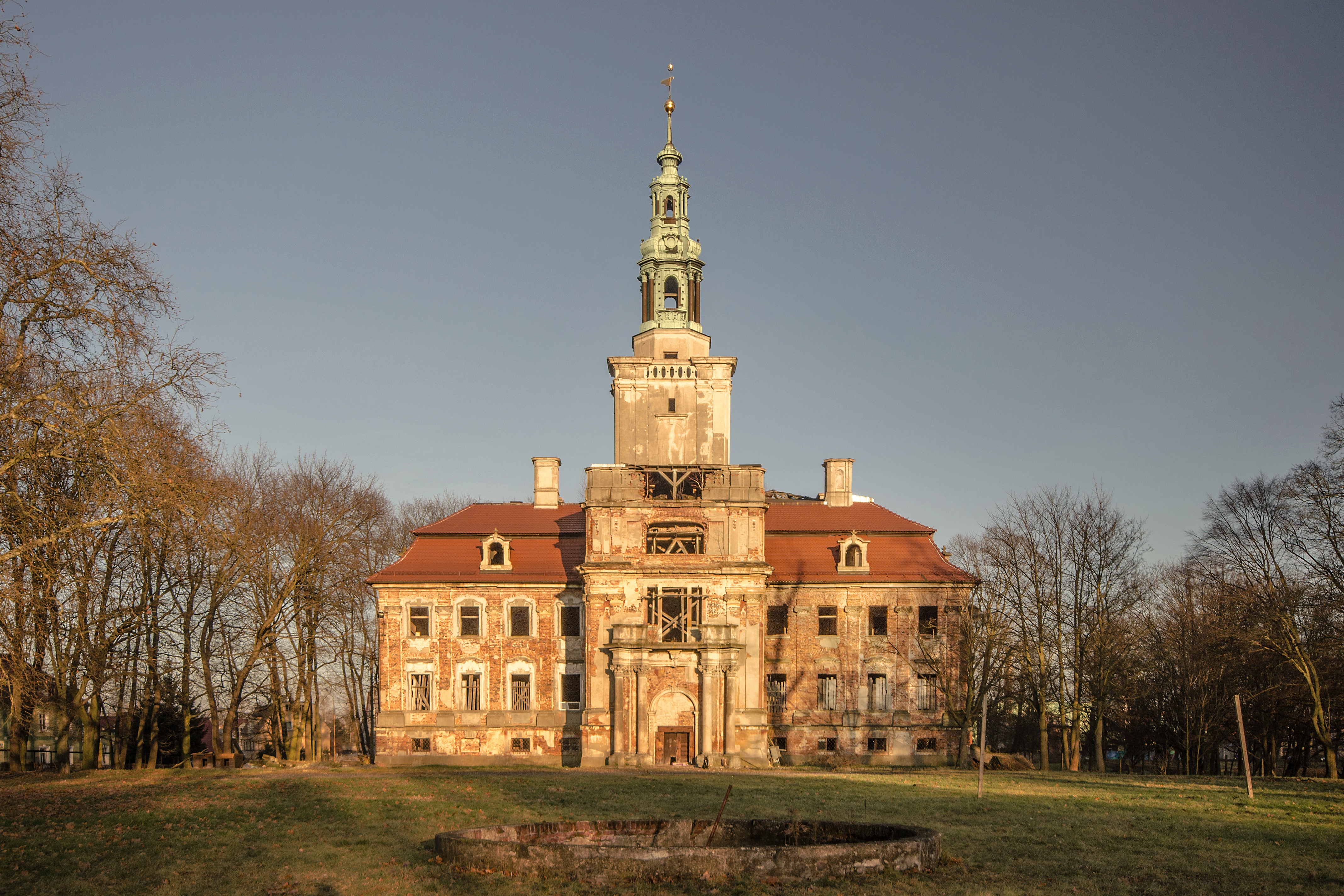
Zustand des Schlosses im Jahr 2013

Das Schloss Kotzenau (polnisch Pałac Chocianów, auch Schloss Klein-Kotzenau) ist ein barockes Schloss in Chocianów im Powiat Polkowicki, Woiwodschaft Niederschlesien.

## Geschichte
Das Schloss wurde 1297 im Auftrag von Herzog Bolko I. von Schweidnitz und Jauer errichtet. 1444 wurde es Eigentum der Familie Dornhein. 1526 kam der Ort unter die Herrschaft der Krone Böhmens. Auch in der Folgezeit wechselte der Eigentümer des Ortes mehrfach, so 1580 Hans von Soran,  1584 Jakob von Schoenaich, 1587 die Familie  von Nostitz und 1613 Aleksander von Stosch. 

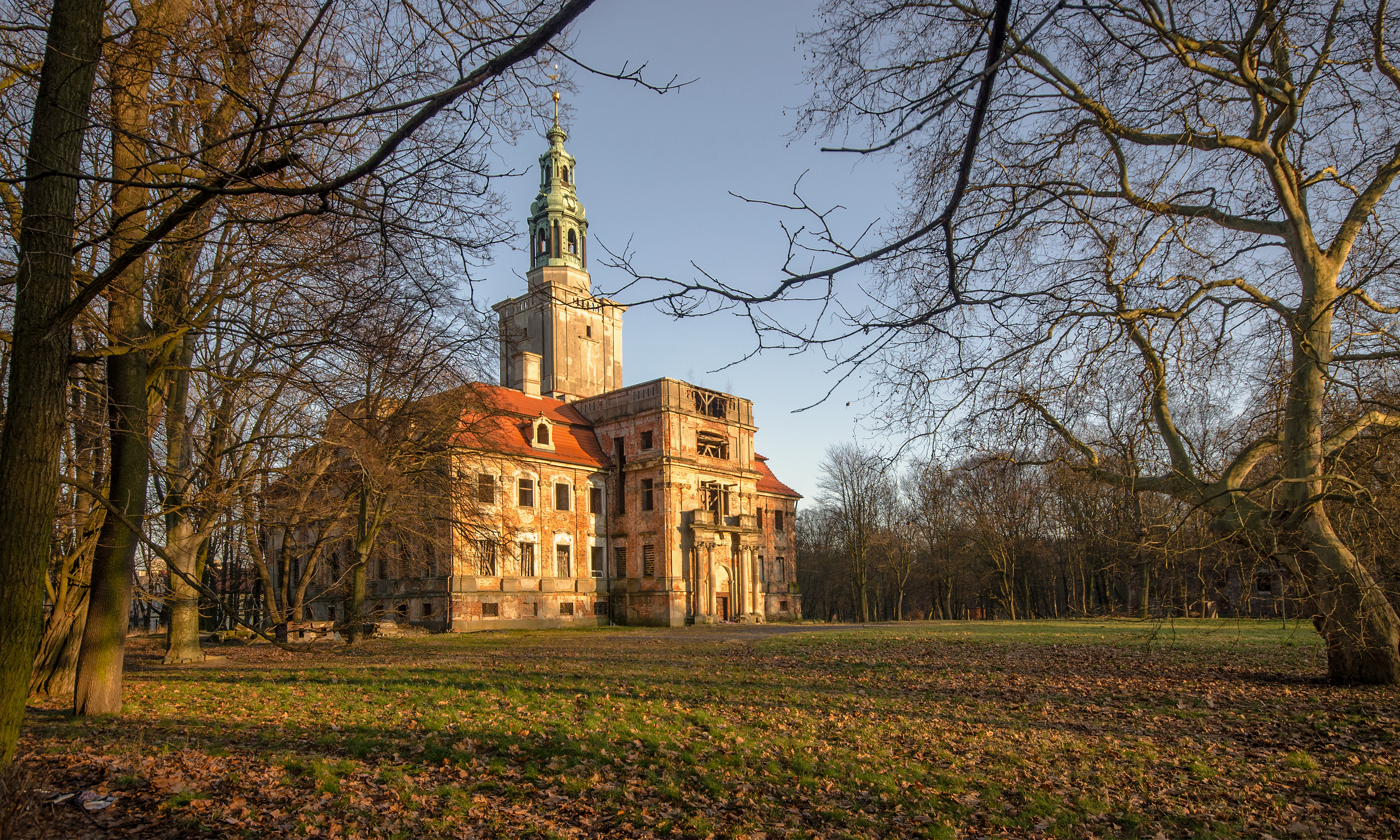
2013

Der nächste Besitzer Melchior Gottlob von Reden beauftragte den Architekten Martin Frantz mit dem Umbau des Schlosses, der von 1728 bis 1732 erfolgte. Es entstand ein pompöses barockes Schloss. Vom alten Schloss blieben nur einige Mauern und der Turm übrig, der in mehreren sich verjüngenden Säulengeschossen in einer barocken Bekrönung endet, die von weither zu sehen ist. Das Schloss hat ein Erd-, ein Ober- und ein Dachgeschoss unter einem mit Dachziegeln gedecktem Mansarddach mit Lukarnen. Die Fassaden sind mit korinthischen Pilastern aufgeteilt, das Eingangsportal wird triumphbogenartig von korinthischen Säulen flankiert. Das Schloss ist voll unterkellert. Zwei prunkvolle Flügelbauten flankieren den Ehrenhof. An der Ostseite schlossen sich französische Gartenparterres an, ausladende Treppen und Rampen senken sich hier zu einem noch größeren rechteckigen Bassin, ringsum abgestufte Rasenböschungen, Vasen, Statuen und Springbrunnen. Das Ganze ist von hohen Bäumen wie ein Festsaal umschlossen.
Im 18. Jahrhundert gelangte Schloss Kotzenau an einen Zweig der Linie Schlodien der Burggrafen zu Dohna. Es bildete sich genealogisch eine eigene Familienlinie Kotzenau heraus, die noch weiteren Nebenbesitzungen führten. Die Grafen besaßen den Herrensitz bis 1945. Die mittelalterliche Wasserburg im benachbarten Groß-Kotzenau gehörte anfangs auch zur Dohnaschen Herrschaft, wurde aber im Ersten Weltkrieg an den Grafen Rittberg-Modlau verkauft, der sie bei Aufsiedlung des Gutes um 1935 wieder veräußerte.
Das Schloss wurde bei der Eroberung durch die Rote Armee 1945 nur leicht beschädigt, blieb danach aber ungenutzt und verfiel allmählich. 1997 wurde es schließlich verkauft und es wird seitdem renoviert; das Dach ist bereits neu eingedeckt, während die Räume noch ruinenhaft sind.
Das Schloss wurde am 28. April 1950 unter A/3506/215 und am 13. November 1956 unter 340 in das Verzeichnis der Baudenkmäler der Woiwodschaft Niederschlesien eingetragen.

## Galerie

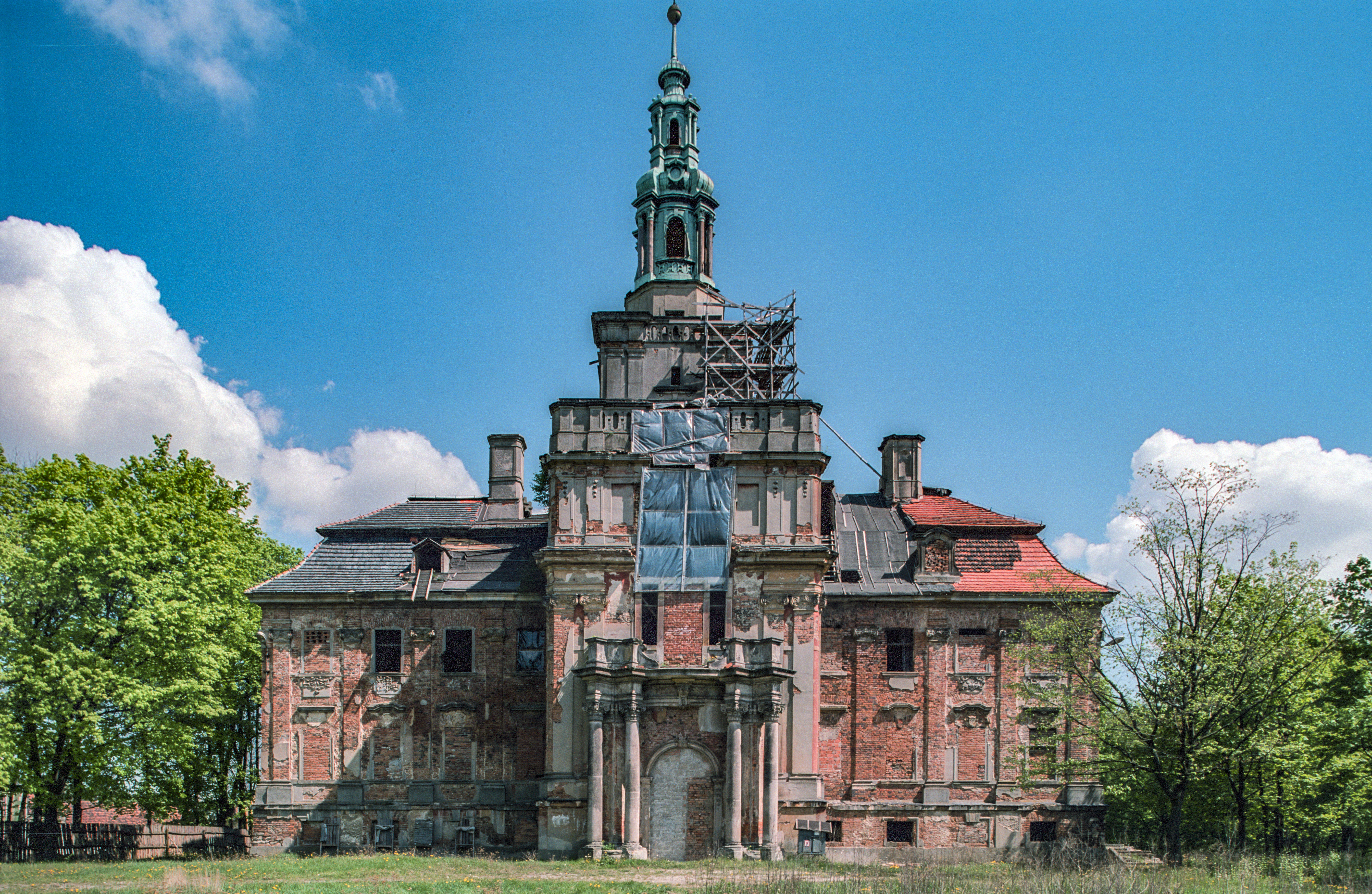
Schloss 2007
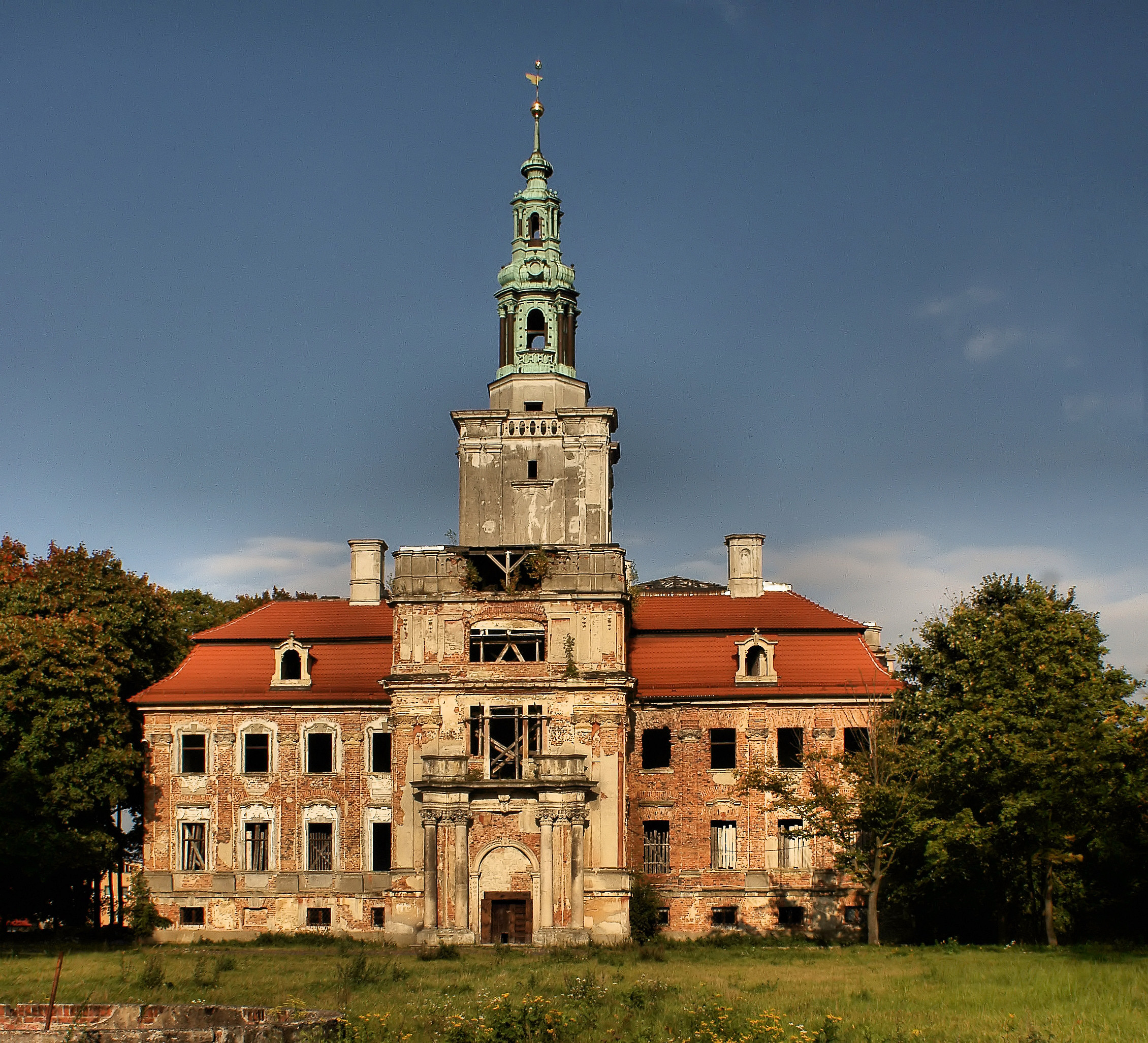
Schloss 2010
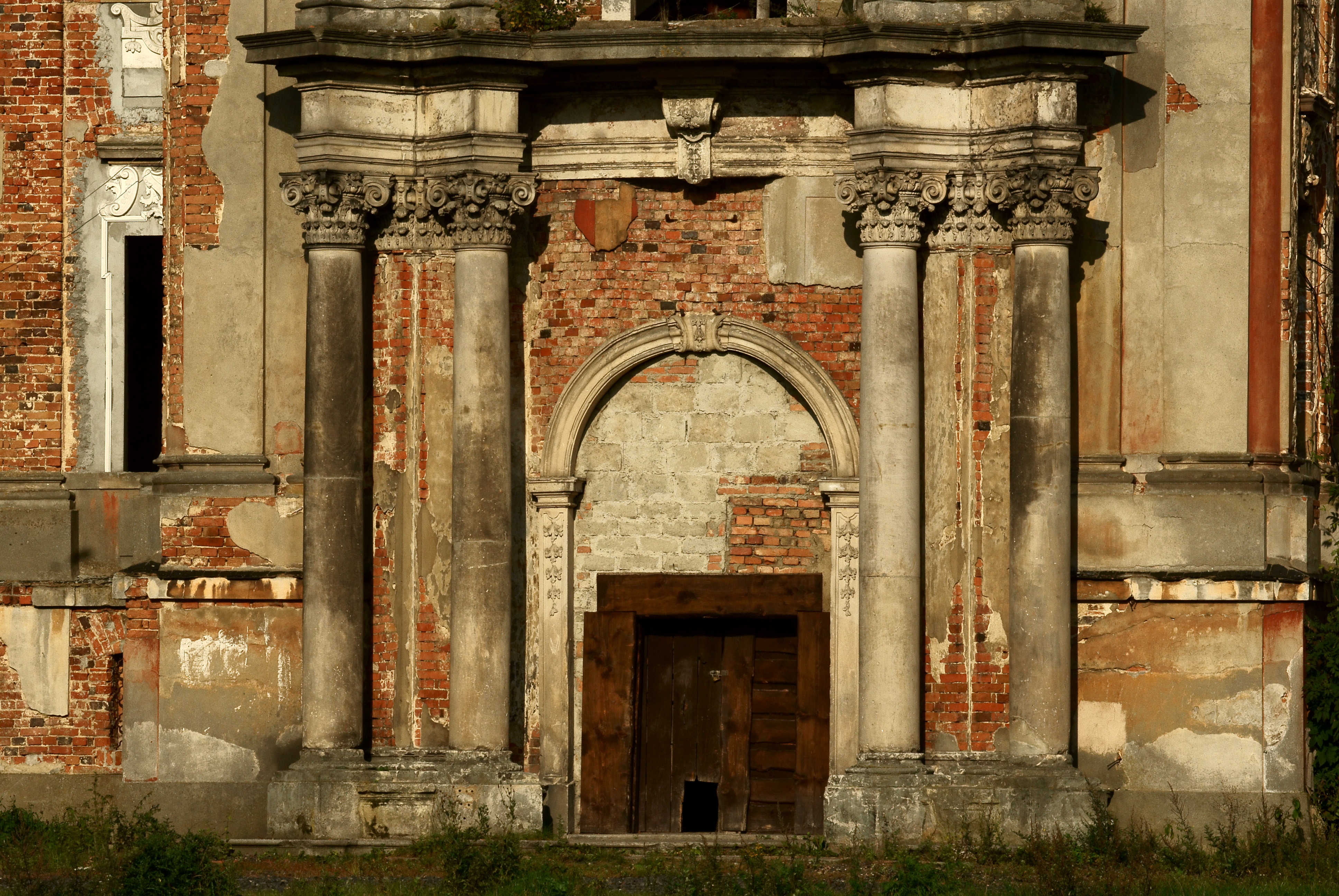
Portal
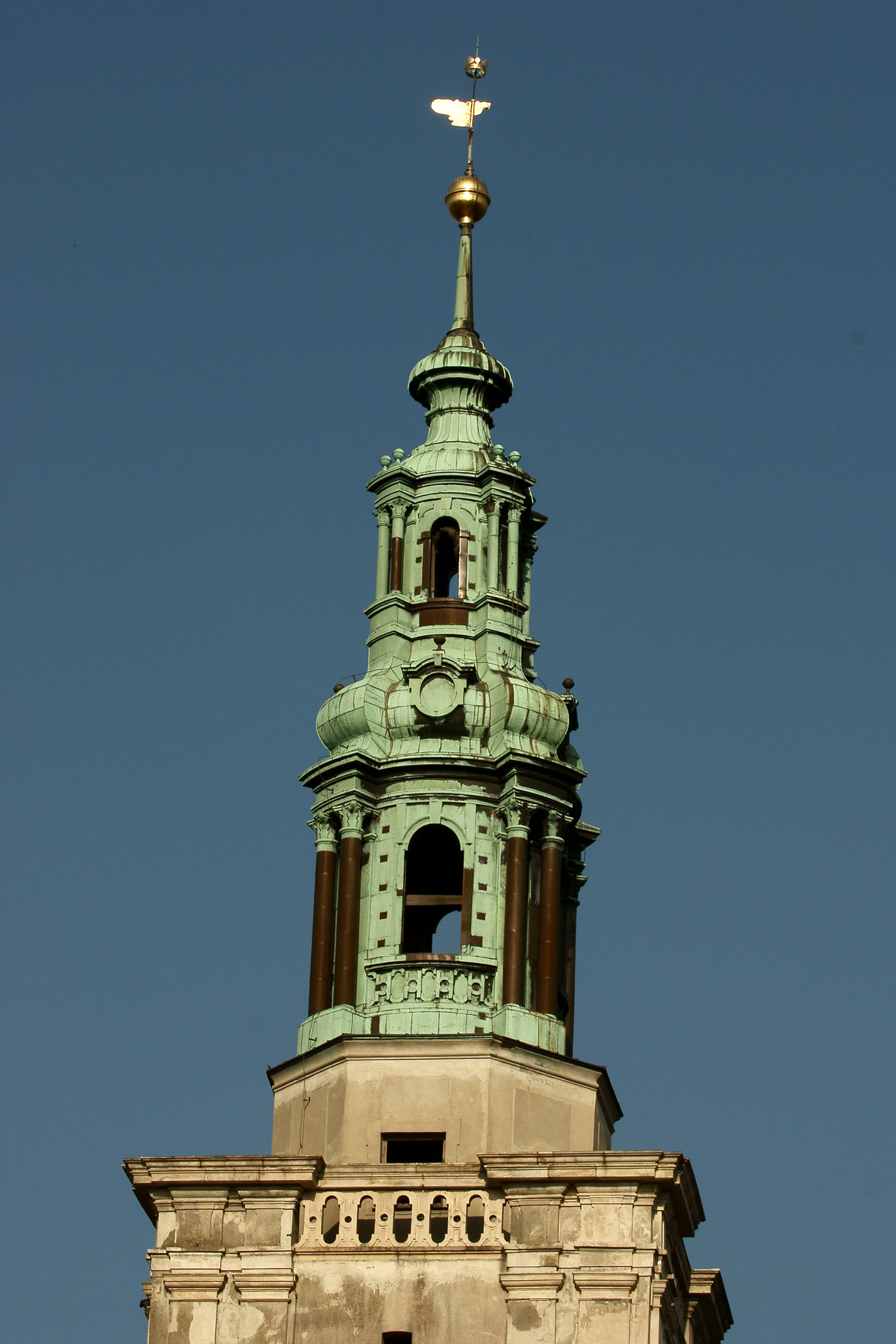
Detailansicht vom Turm
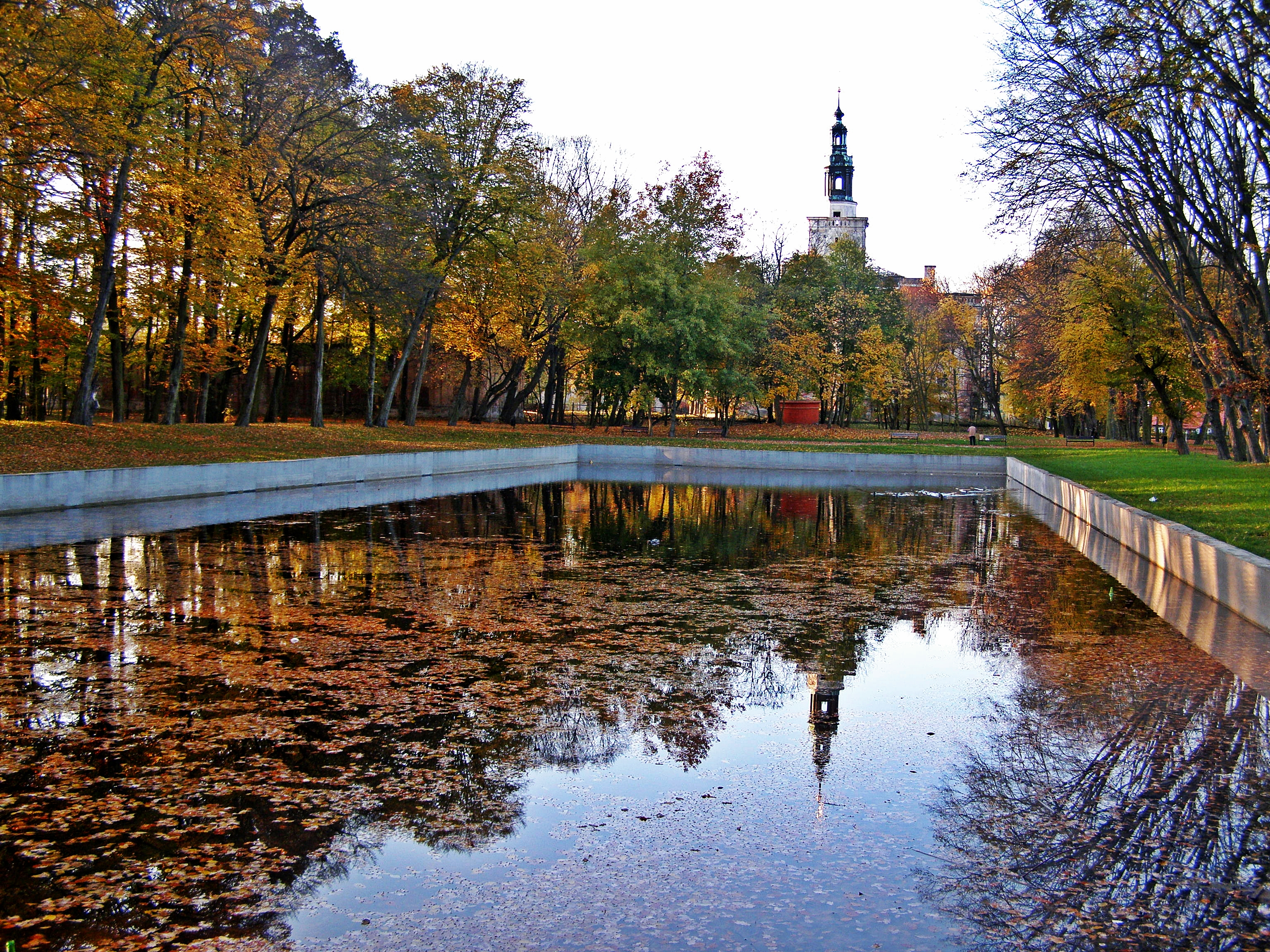
Park